# Bačalky
Bačalky (en allemand : Batschalek) est une commune du district de Jičín, dans la région de Hradec Králové, en République tchèque. Sa population s'élevait à 168 habitants en 2022.

## Géographie
Bačalky se trouve à 16 km au sud-ouest de Jičín, à 52 km au nord-ouest de Hradec Králové et à 62 km au nord-est de Prague.
La commune est limitée par Zelenecká Lhota au nord et à l'est, par Libáň au sud-est, par Dětenice au sud et par Rokytňany et Veselice à l'ouest.

## Histoire
La première mention écrite de la localité date de 1371.

## Administration
La commune se compose de deux sections :
- Bačalky
- Lično

## Galerie

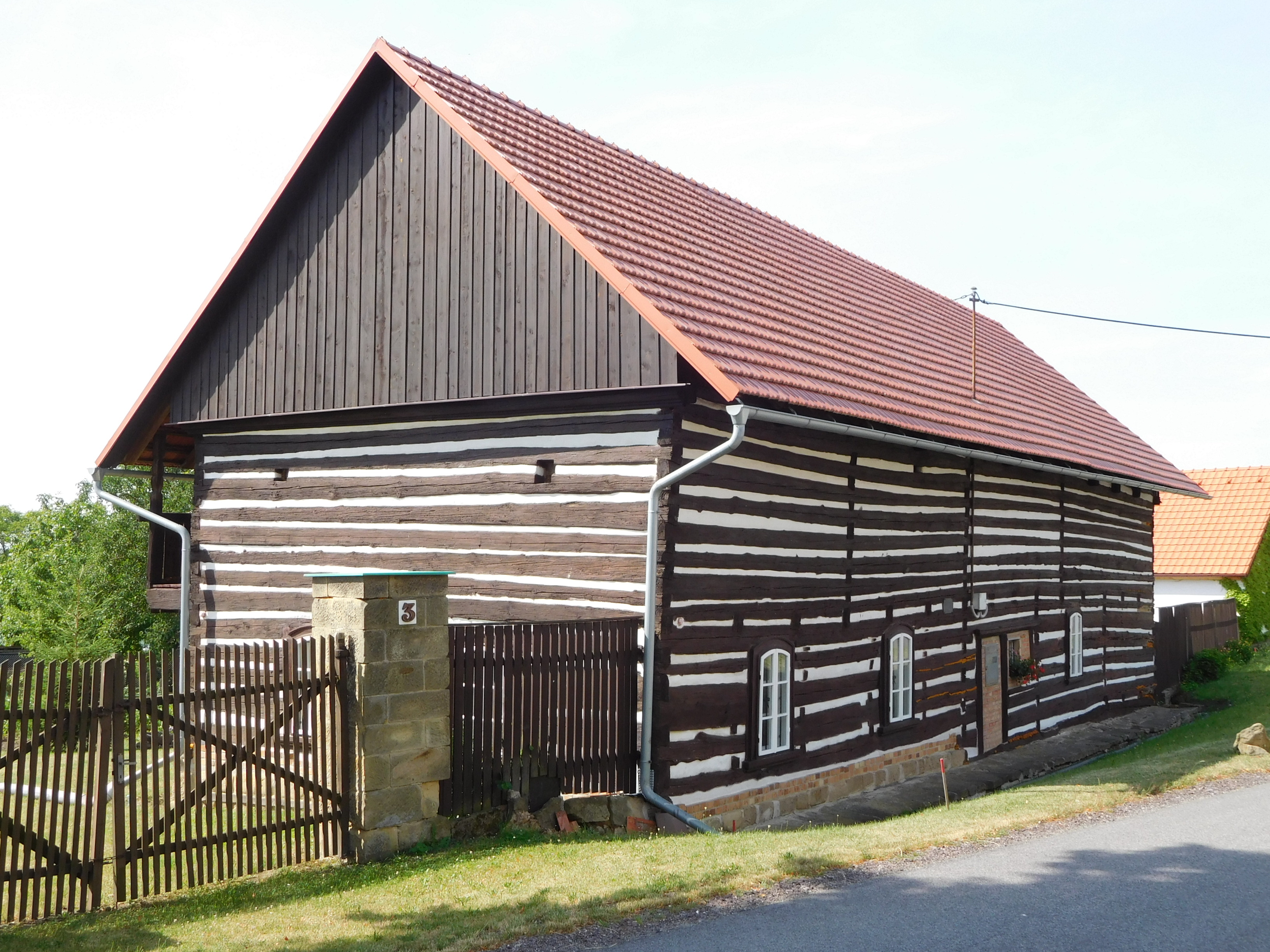
Architecture traditionnelle.
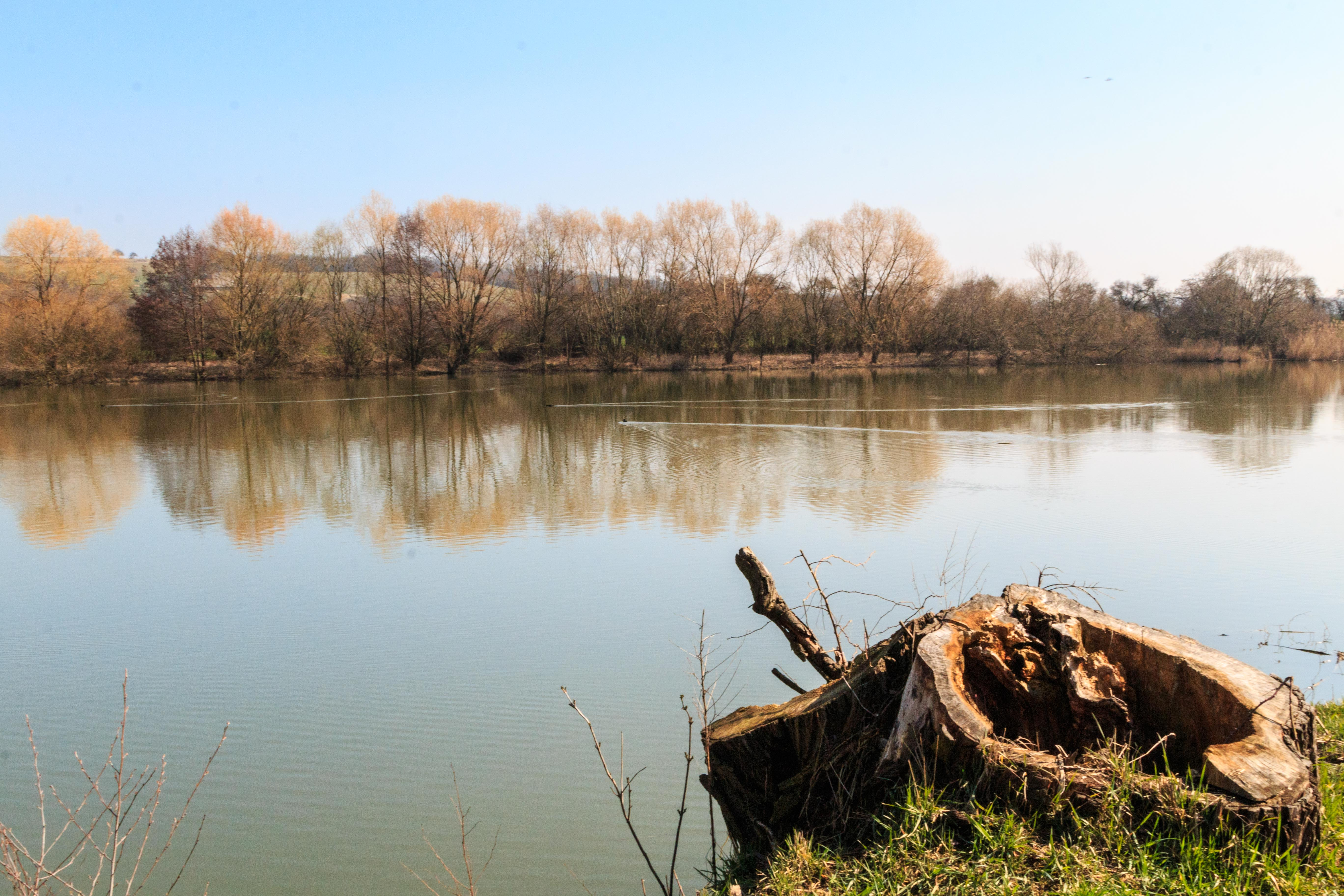
Étang Ervin.

## Transports
Par la route, Bačalky se trouve à 21 km de Mladá Boleslav, à 21 km de Jičín,  à 67 km de Hradec Králové et à 80 km de Prague. 